# Leon H. Gavin

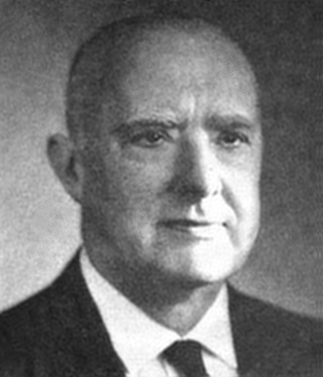
Leon H. Gavin (1963)

Leon Harry Gavin (* 25. Februar 1893 in Buffalo, New York; † 15. September 1963 in Washington, D.C.) war ein US-amerikanischer Politiker. Zwischen 1943 und 1963 vertrat er den Bundesstaat Pennsylvania im US-Repräsentantenhaus.

## Werdegang
Im Jahr 1915 zog Leon Gavin nach Oil City in Pennsylvania. Während des Ersten Weltkrieges war er Feldwebel in einer Infanterieeinheit der United States Army. Er wurde auch Mitglied des Verteidigungsrats im Venango County. Später wurde er Geschäftsführer der Handelskammer in Oil City. Politisch schloss er sich der Republikanischen Partei an.
Bei den Kongresswahlen des Jahres 1942 wurde Gavin im 20. Wahlbezirk von Pennsylvania in das US-Repräsentantenhaus in Washington gewählt, wo er am 3. Januar 1943 die Nachfolge von Benjamin Jarrett antrat. Nach zehn Wiederwahlen konnte er bis zu seinem Tod am 15. September 1963 im Kongress verbleiben. Von 1945 bis 1953 vertrat er den 19. und ab 1953 den 23. Distrikt seines Staates. In seine Zeit im Kongress fielen das Ende des Zweiten Weltkrieges, der Beginn des Kalten Krieges, der Koreakrieg und innenpolitisch die Bürgerrechtsbewegung. Er wurde auf dem Nationalfriedhof Arlington in Virginia beigesetzt.